# Anartia fatima
Espèce
Anartia fatima est un insecte lépidoptère appartenant à la famille des Nymphalidae à la sous-famille des Nymphalinae et au genre Anartia.

## Dénomination
Le nom d'Anartia fatima lui a été donné par Fabricius en 1793.
Synonymes : Papilio fatima Fabricius, 1793; ; Nymphalis fatima Godart, 1824 .

### Sous-espèces
- Anartia fatima fatima; au Guatemala et au Mexique.
- Anartia fatima colima Lamas, 1995 ; au Mexique[1].

### Noms vernaculaires
Anartia fatima se nomme Banded Peacock ou Fatima en anglais.

## Description
C'est un grand papillon de couleur marron doré avec une bande médiane blanche qui barre les antérieures et se prolonge en submarginale aux postérieures. De discrètes petites Elle est doublée aux antérieures d'une ligne plus externe de taches blanches et aux postérieures une ligne plus interne de taches rouges.
Le revers, marron plus clair, présente la même ornementation.

## Biologie

### Période de vol et hivernation
Il vole toute l'année.

### Plantes hôtes
Les plantes hôtes de sa chenille sont nombreuses, des  Acanthaceae, Ruellia dans le sud du Texas, Justicia (Justicia pilosella et Justicia runyonii) au Mexique, et ailleurs Blechum, Dicliptera,,.

## Écologie et distribution
Il est présent dans le centre de l'Amérique, au Texas, au Mexique et en Amérique centrale au Costa-Rica, au Panama et au Guatemala.

### Biotope
Il réside en divers lieux en région subtropicale.

### Protection
Pas de statut de protection particulier.

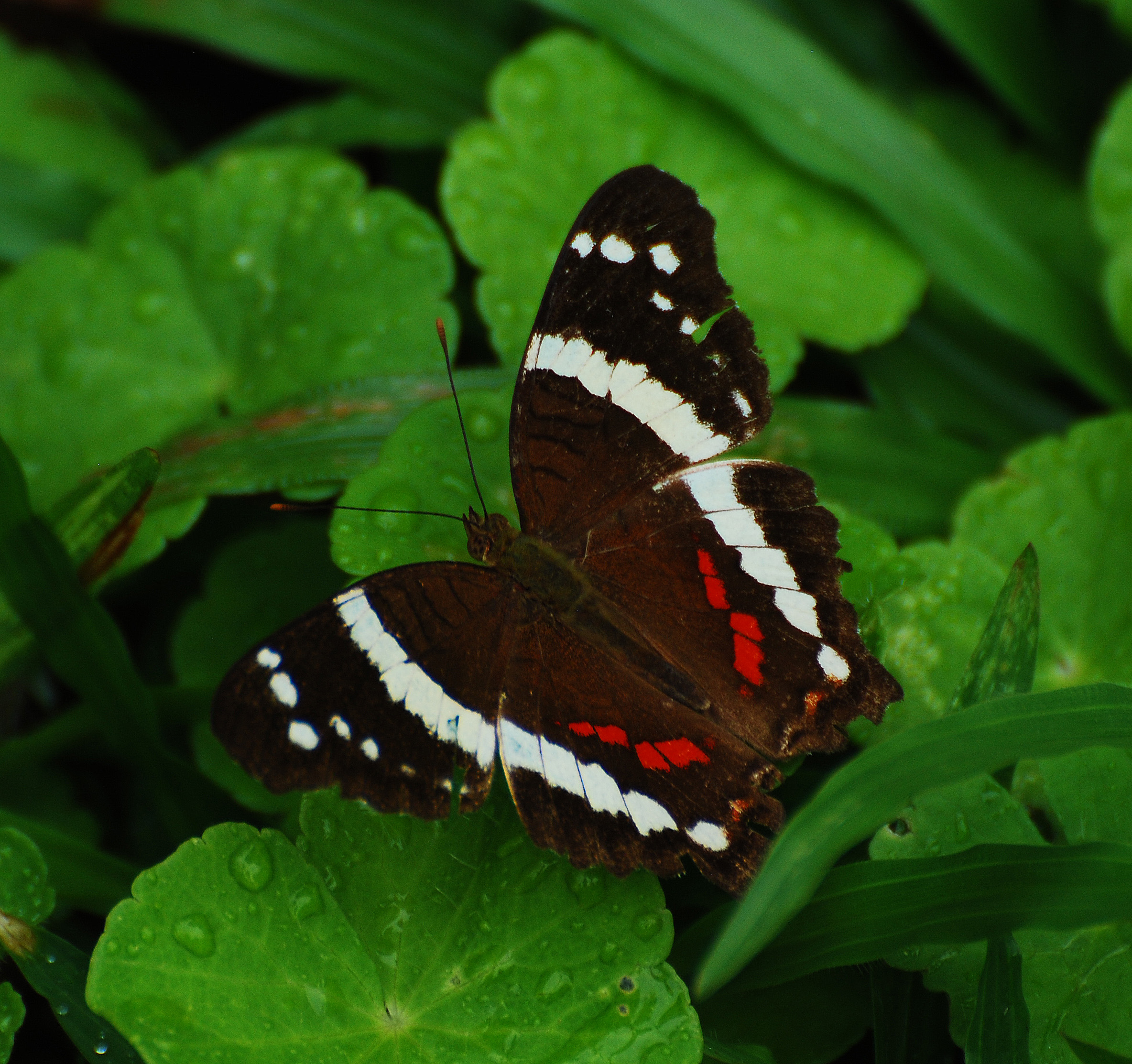
Anartia fatima

## Liens taxonomiques
- (en) Tree of Life Web Project : Anartia fatima
- (en) Catalogue of Life : Anartia fatima Fabricius, 1793 (consulté le 18 décembre 2020)
- (en) NCBI : Anartia fatima (taxons inclus)